# Verliebt und ausgeflippt
Verliebt und ausgeflippt (Originaltitel: Flipped) ist eine Romantikkomödie des Regisseurs Rob Reiner aus dem Jahr 2010. Das Drehbuch basiert auf dem Roman Flipped der amerikanischen Kinderbuchautorin Wendelin Van Draanen. Der Film wurde im August 2010 in den Vereinigten Staaten veröffentlicht.

## Handlung
Als die Loskis Mitte der 1950er Jahre in das Haus gegenüber der Familie Baker ziehen, verliebt sich die Zweitklässlerin Juli Baker in ihren gleichaltrigen neuen Nachbarn Bryce Loski. Durch ein Missgeschick sieht sie sich gar um ihren ersten Kuss mit ihm betrogen. Der scheue Bryce versucht allerdings seine lebhafte und direkte Nachbarin während der nächsten Jahre auf Distanz zu halten. Fünf Jahre später fasst er den Plan, die Annäherungen von Juli endgültig zu vermeiden, indem er sich mit ihrer größten „Feindin“ Sherry Stalls verabredet. Doch als Sherry erfährt, dass sie nur benutzt wird, beendet sie die Beziehung zu Bryce, und Juli beginnt sich wieder Hoffnungen zu machen.
Monate später zieht Bryce' Großvater Chet Duncan bei den Loskis ein. Er ist der einzige in der Familie, der Julis besondere, spontane und liebenswerte Art erkennt. Besonders nachdem Juli mutig, aber erfolglos, gegen das Fällen einer alten, großen Platane mit einem Sitzstreik im Baum protestiert und damit in die Lokalnachrichten kommt, werden beide enge Freunde. Durch diese Ereignisse beginnt sich auch Bryce langsam für Juli zu interessieren. Doch während er sich nach und nach in sie verliebt, ist sich Juli ihrer Gefühle ihm gegenüber bald nicht mehr sicher – vor allem,  nachdem sie mithören kann, wie Bryce sich mit einem Freund über ihren behinderten Onkel Daniel lustig macht. Daraufhin will sie nichts mehr von ihm wissen.
Im Anschluss an eine Schulveranstaltung, bei der Bryce nicht aufhören kann an Juli zu denken und sie anzustarren, will er sie unbeholfen und ohne Vorwarnung küssen. Juli ist verwirrt, läuft davon und lässt sich die nächsten Tage von ihrer Familie verleugnen, wenn Bryce sie sprechen will. Den folgenden Tag gräbt Bryce ein Loch in den Vorgarten der Bakers und pflanzt darin eine Platane. Jetzt erkennt Juli die ehrlichen und freundschaftlichen Absichten von Bryce und hilft ihm beim Pflanzen des Baumes.

## Produktion und Veröffentlichung
Der Film wurde von Castle Rock Entertainment produziert und wird von Warner Bros., der Muttergesellschaft des Filmstudios vertrieben.
Für ca. 14 Mio. US-Dollar produziert und nur in wenigen Kinos gestartet, spielte der Film in den Vereinigten Staaten 1,75 Mio. US-Dollar ein. Gedreht wurde im Sommer 2009 in Ann Arbor und nach Angaben des örtlichen Gewerbevereins in Saline, Michigan.
Die deutsche DVD ist seit dem 8. April 2011 erhältlich, während die US-Veröffentlichung bereits am 23. November 2010 war.

## Kritiken
Gelobt wird von Kritikern besonders die gekonnte Inszenierung großer Gefühle. Als stilistisches Element wechselt mehrfach die Erzählperspektive zwischen den zwei Hauptdarstellern. Dadurch werden dieselben Ereignisse in ihren verschiedenen Wahrnehmungen geschildert.